# Plectrothrips longisetis
Plectrothrips longisetis är en insektsart som beskrevs av Ian A. Hood 1941. Plectrothrips longisetis ingår i släktet Plectrothrips och familjen rörtripsar. Inga underarter finns listade i Catalogue of Life.